# Symphoricarpos palmeri
Symphoricarpos palmeri là một loài thực vật có hoa trong họ Kim ngân. Loài này được G.N. Jones miêu tả khoa học đầu tiên năm 1940.